# Nackte Tiere
Nackte Tiere è un film del 2020 diretto da Melanie Waelde, al suo esordio alla regia.
È stato presentato in anteprima mondiale il 21 febbraio 2020 al Festival internazionale del cinema di Berlino, dove ha ricevuto una menzione d'onore dalla giuria come miglior opera prima.

## Riconoscimenti
- 2019 - Film Festival Cologne
  - European Work in Progress ZOOM Medienfabrik Award
- 2020 - Festival internazionale del cinema di Berlino[1]
  - Premio della giuria "Opera prima" - Menzione speciale
  - Nomination Best First Feature Award
  - Nomination Encounters Award
- 2020 - Giffoni Film Festival
  - Nomination Miglior film
- 2020 - Guanajuato International Film Festival
  - Nomination Miglior film
- 2020 - Neisse Film Festival
  - Nomination Miglior film
- 2020 - Seville European Film Festival
  - Nomination Miglior film
- 2020 - São Paulo International Film Festival
  - Nomination Best Fiction
- 2021 - Filmplus
  - Nomination Miglior montaggio
- 2021 - German Film Critics Association Awards
  - Miglior debutto cinematografico
  - Nomination Miglior film
  - Nomination Miglior attrice a Marie Tragousti
  - Nomination Miglior fotografia